# اللهب المقدس

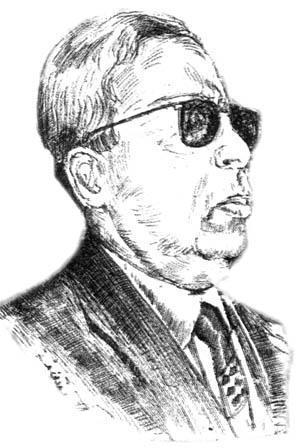
الشاعر مفدي زكريا.

اللهب المقدس ديوان شعر لشاعر الثورة الجزائرية مفدي زكريا. الديوان نظم أثناء فترة اعتقال السلطات الفرنسية الاستعمارية للشاعر بسجن بربروس. تناول الشاعر الثورة الجزائرية وأول شهدائها بالمقصلة أحمد زبانة. صدرت طبعته الأولى في عام 1973.
وقد نشرت حديثا دراسة بعنوان «قراءة في اللهب المقدس» عن منشورات دار الهدى للكاتبة نسيمة زمالي تناولت الديوان بالدراسة وفق آليات النقد المعاصر.
وقد سبقها كتاب «التصوير البياني في ديوان اللهب المقدس للشاعر مفدي زكريا» للكاتب أبو الفتوح عبد الوهاب الرفاعى غياتى من إصدار جامعة الأزهر - كلية اللغة العربية سنة 2004.